# Спътници (филм)
„Спътници“ (на английски: Companion) е американски научнофантастичен трилър от 2025 г. на режисьора Дрю Ханкок по негов сценарий, продуциран е от Зак Крегър, Рафаел Маргулис и Джей Ди Лифшиц и участват Софи Тачър, Джак Куейд, Лукас Гейдж, Меган Сури, Харви Гюлен и Рупърт Френд. Премиерата на филма излиза по кината в Съединените щати на 31 януари 2025 г.

## Актьорски състав
- Софи Тачър – Айрис
- Джак Куейд – Джош
- Лукас Гейдж – Патрик
- Меган Сури – Кет
- Харви Гюлен – Ели
- Рупърт Френд – Сергей
- Джабуки Йънг-Уайт – Теди
- Мат Маккарти – Сид
- Марк Менчака – Хендрикс
- Уди Фу – Матео
- Ашли Ламбърт – колата на Джош (глас)

## Производство

### Разработка
През февруари 2023 г. е обявено, че филмът е в разработка от „Ню Лайн Синема“ по сценарий на Дрю Ханкок, който е режисьор с продуцентите Зак Крегър, Рафаел Маргулис, Джей Ди Лифшиц и Рой Лий.

### Кастинг
През май 2023 г. е обявено, че Джак Куейд се присъединява към актьорския състав на филма. През юни е съобщено, че Харви Гюлен, Лукас Гейдж, Меган Сури, Сори Тачър и Рупърт Френд са добавени в състава.

### Снимачен процес
Снимките приключват през декември 2023 г.

## Премиера
Филмът излиза по кината на 10 януари 2025 г., разпространен от „Уорнър Брос Пикчърс“.